# Liste der Baudenkmäler in Niederzier
Die Liste der Baudenkmäler in Niederzier enthält die denkmalgeschützten Bauwerke auf dem Gebiet der Gemeinde Niederzier im Kreis Düren in Nordrhein-Westfalen (Stand: November 2020). Diese Baudenkmäler sind in der Denkmalliste der Gemeinde Niederzier eingetragen; Grundlage für die Aufnahme ist das Denkmalschutzgesetz Nordrhein-Westfalen (DSchG NRW).

| Bild                                              | Bezeichnung                                       | Lage                                          | Beschreibung | Bauzeit       | Eingetragen seit | Denkmal- nummer |
| ------------------------------------------------- | ------------------------------------------------- | --------------------------------------------- | --- | ------------- | ---------------- | --------------- |
| Torbogen ehem. Prämonstratenserinnenkloster Ellen | Torbogen ehem. Prämonstratenserinnenkloster Ellen | Ellen Arnoldsweilerstraße 3 Karte             | Torbogen des ehem. Klosters. An den Resten des zugehörigen Klostergebäudes Arnoldstraße 7 eine Tordurchfahrt mit rustizierten Rotsandsteinquadern, Keilstein mit Kreuzrelief und der Datierung 1728, überbaut im 19. Jh. Klosterkomplex Arnoldstraße 1-9 sehr stark verändert; Reste der zugehörigen Immunitätsmauer aus Backstein erhalten. | 1728          | 30.04.1986       | 1               |
| Kath. Pfarrkirche St. Thomas von Canterbury       | Kath. Pfarrkirche St. Thomas von Canterbury       | Ellen St. Thomas Straße Karte                 | Kath. Pfarrkirche St. Thomas. Mittelalterliche Gründung; nach Zerstörung im 30-jährigen Krieg. Anlage von Kloster und Kirche 1652, 1798 durch Brand zerstört; 1802 Aufhebung des Klosters, Neubau der Kirche 1856; Saalkirche aus Backstein zu 7 Jochen; mit vorgelagertem 3-geschossigem Westturm auf quadratischen Grundriss, 3/8-Chorschluss, dahinter Sakristeianbau auf quadratischem Grundriss, mit Treppengiebel (im Untergeschoss der Sakristei Reste einer älteren Mauer); am Langhaus auf jeder Seite sieben 2-bahnige Maßwerkfenster zwischen einfachen Strebepfeilern; verkröpftes Kaff- und Sockelgesims; Satteldach; Turm auf quadratischem Grundriss, mit achteckiger Schieferhaube und 4 kleinen Eckhauben; im Inneren Kreuzrippengewölbe über geschichteten Wandvorlagen; der größte Teil der Ausstattung wie Gestühl, Altar und Orgel neu, unter der Orgelempore Pieta aus dem späten 15. Jh. mit Farbfassung aus dem späten 19. Jh. inschriftlich datiert 1728; | 1652, 1856    | 30.04.1986       | 2               |
| weitere Bilder                                    | Pfarrkirche Heiliger Abt Antonius Hambach         | Hambach Bachstraße 1 Karte                    | Kath. Pfarrkirche Hl. Abt Antonius. Um 1419, Renovierung durch Heinrich Wiethase; 1879 Saalkirche aus Backstein, mit 3/8-Chorschluss; eingezogener Westturm; knappe, 3fach gestufte Strebepfeiler, profiliertes Traufgesims, sehr steiles, hohes Walmdach; Westturm von 4 Geschossen, 3fach durch Stockgesimse gestuft, rundbogige Gliederung mit rundbogigen Schallarkaden und Maßwerk, spitze, 8-eckige Haube; innen 4 kreuzrippengewölbte Joche auf Wandkonsolen, stark gebustes Sterngewölbe im Chor, Wandtabernakel E. 15. Jh. mit originalem Gitter, Oberbau fehlt; Chorfiguren auf Konsolen, Hauptaltar, Kommunionbank, Passionsdarstellungen im Kirchenschiff; Orgelempore und Beichtstuhl neugotisch, Ende 19. Jh.; Orgel erneuert; südlich der Kirche moderner großer Erweiterungsanbau; in der Westwand des Kirchenschiffs eingesetzt Grabstein von 1515 des Jakob van Rattonraw; am Chor der Kirche Missionskreuz von 1855 in neugotischen Formen, Holz mit hölzernem Korpus, ca. 4 m hoch, davor originales schmiedeeisernes Gitter; ehem. Kirchhof mit Grabsteinen des 17.–19. Jh., in Blumenbeeten angeordnet. | 1879          | 30.04.1986       | 3               |
| Kath. Pfarramt Hambach                            | Kath. Pfarramt Hambach                            | Hambach Herzogstraße 106 Karte                | Kath. Pfarramt, 1861; gut proportionierter 2-geschossiger Backsteinbau mit Drempelgeschoss, traufenständig zu 5 Achsen, Straßenseite mit Blausteingewänden und Blaustein-Brüstungsgesims; hohes Sockelgeschoss mit Stockgesims; Eingang an der 3-achsigen Giebelseite in der Mittelachse, doppelflügelige Tür, neuer Vorbau; im Giebel Palladiofenster mit Blausteingewänden, Kastentraufgesims, Krüppelwalmdach; ungewöhnlich anspruchsvolle Architektur für diese Funktion. | 1861          | 30.04.1986       | 5               |
| Alte Schule                                       | Alte Schule                                       | Hambach Bachstraße 18 / 19 Karte              | Alte Schule an der Bachstraße. Das Schulgebäude wurde 1880 erbaut und befindet sich noch im ursprünglichen Zustand. Im Erdgeschoss waren die nach Geschlechtern getrennt angelegten Klassenräume untergebracht, während sich im Dachgeschoss die Lehrerwohnungen befanden. Der repräsentative Baukörper aus Backstein weist eine aufwändig gestaltete Schauseite, bestehend aus 8 Achsen, auf. Wegen des ursprünglichen Originalzustandes ist die Anlage von historischer Bedeutung. | 1880          | 11.07.1994       | 10              |
| weitere Bilder                                    | Burg Obbendorf                                    | Hambach Burg Obbendorf Karte                  | Gut Obbendorf, mittelalterliche Gründung, ältester Teil aus dem frühen 15. Jh. (Torsturm an der Nordostecke des Wohnhauses, Fundamente der übrigen Anlage), Wohngebäude 1604, Stallungen und Scheune 19. Jh. unter teilweiser Benutzung der alten Außenmauern; ehem. 2-teilige Wasserburg am Südostende von Hambach, von zum Teil zugeschütteten tiefen Gräben umgeben; Backstein; Wirtschaftsbauten an der Südseite; Wohngebäude als Winkelbau mit einfachen Renaissancegiebeln an den Schmalseiten, 2-geschossig, hohes Satteldach; Turm auf quadratischem Grundriss mit nördlich vorgelagertem, schmälerem quadratischem Treppentürmchen; Turm mit halben Kreuzstockfenstern und Schießscharten mit Rotsandsteingewänden; Turm mit Satteldach, Treppentürmchen mit 8-seitiger verschieferter Haube; südwestlicher Flügel Wirtschaftsgebäude aus dem 20. Jh. Bereich mit Kirche und Friedhof. | 1604          | 30.06 1986       | 7               |
| Wegekreuz Dornenweide                             | Wegekreuz Dornenweide                             | Hambach Dornenweide / K13 Karte               | Wegekreuz, Anf. 19. Jh.; relativ frühes gusseisernes Wegekreuz in durchbrochener Ornamentik, ca. 2 m hoch, gusseiserner Korpus, am Fuß des Kreuzes Maria und Johannes, erneuerter Backsteinsockel. | A. 19. Jh.    | 30.04.1986       | 4               |
| Schloss Hambach                                   | Schloss Hambach                                   | Hambach Schloßstraße 117 Karte                | Schloss Hambach, 1548–1563 Neubau anstelle einer zerstörten älteren Anlag unter Einbeziehung der gotischen Westtürme; ehem. wasserumwehrte 4-flügelige Schlossanlage mit 4 Ecktürmen; Ausbau einer mittelalterlichen Anlage zum Jagdschloss des Herzogs von Jülich durch A. Pasqualini. Baustein mit Blaustein- und Rotsandsteingliederungen; erhalten 3 runde Ecktürme, Teile des Süd- und Westflügels sowie Futtemauern des Weihers; Südostflügel heute Wohnhaus, 2-geschossig mit flachbogigen Fenstern in Werksteingewänden des 18. Jh., im Mauerwerk Reste von Quersprossenfenstern und Ansätze der hofseitigen Loggia, erneuertes Satteldach; Westflügel in den Außenmauern bis Traufhöhe erhalten; Innenausbau beider 18.–19. Jh mit starken Veränderungen der ursprl. Einteilung; Westturm mit gotischem Sterngewölbe; im Hof Aufstellung vieler Spolien; Porpfeiler mit Kapitellen und Medaillons aus Spolien. | 1548–1563     | 30.04.1986       | 6               |
| Ehem. Forstamt Hambach                            | Ehem. Forstamt Hambach                            | Hambach Schloßstraße 129 Karte                | Ehem. Forstamt. 1714; durch Maueranker datiert; 2-geschossiger Backsteinbau, traufenständig zu 6 Achsen, Tür zwischen den beiden Mittelachsen, Rotsandsteingewände, Tür neu mit Oberlicht; Fenster im 19. Jh. erneuert; Walmdach; kleiner späterer Backsteinanbau des 19. Jh. mit Satteldach. 1-stöckig; weiterhin zugehörig: langgestreckter Stall- und Scheunentrakt, Backstein, 1. H. 19. Jh. mit neuem Satteldach; | 1714          | 30.04.1986       | 8               |
| Wegekreuz                                         | Wegekreuz                                         | Hambach Triftstraße/Gehnhoferweg Karte        | Wegekreuz. Anf. 19. Jh.; gusseisen, ca. 2 m hoch, durchbrochene Ornamentik, originaler gusseiserner Korpus, am Kreuzesfuß Maria und Johannes. | A. 19. Jh.    | 30.04.1986       | 9               |
| Friedhofskreuz                                    | Friedhofskreuz                                    | Huchem/Stammeln Hochheimstraße Karte          | Friedhofskreuz Huchem-Stammeln. Ca. 3 m hohes Friedhofskreuz aus Sandstein. Im unteren Sockelstein die Inschrift: Ich bin die Auferstehung und das Leben, wer an mich Glaubt wird Leben wenn er auch gestorben ist. Im Mittelteil eine eingearbeitete Spitzbogennische. Am Kreuz ein Korpus aus Gusseisen. |               | 30.04.1986       | 11              |
| Pfarrkirche „St. Josef“                           | Pfarrkirche „St. Josef“                           | Huchem/Stammeln Hochheimstraße 44 Karte       | Pfarrkirche zum hl. Josef. Am 18. April 1863 wurde der Grundstein der neuen Kirche gelegt. Die Pläne hatte Vinzens Statz entworfen. Am 15. August 1868 war die Kirchweihe. 1922 wurde die Kirche erweitert. Im letzten Kriegsjahr 1944/45 wurde die Kirche bis auf die Umfassungsmauern zerstört. Der Wiederaufbau der Backsteinhalle geschah in den Jahren 1947–1950. Die Kirche besteht aus drei Jochen mit einem dreiseitig geschlossenen Chor, einem achteckigen Turm mit stumpfer Pyramiedenhaube. | 1863–1868     | 30.04.1986       | 12              |
| Wegekapelle in Berg                               | Wegekapelle in Berg                               | Niederzier Berg (20) Karte                    | Wegekapelle Anfang 20. Jh.; kleine Backsteinkapelle in gotisierenden Formen, spitzbogiger Eingang an der Frontseite, flankiert von 2 Eckpfeilern; Giebel mit kleiner Glocke, an den Längsseiten spitzbogige Fenster, gerader Schluss, im Inneren erneuert. | A. 20. Jh.    | 30.04.1986       | 20              |
| Gebäude                                           | Gebäude                                           | Niederzier Breite Straße 25 Karte             | Gebäude Breitestraße 25. 1. H. 19. Jh.; traufständiges Fachwerk-Wohnhaus zu drei Achsen, Schwellenkranz, Fenster und Tor neu, neues Satteldach. | 1. H. 19. Jh. | 30.04.1986       | 15              |
| Gebäude                                           | Gebäude                                           | Niederzier Breite Straße 27 Karte             | Gebäude Breitestraße 27. 18. Jh., Veränderungen im 19. Jh.; 3-flügelige Hofanlage, Wohnhaus traufenständig, EG im 19. Jh. in Backstein erneuert, OG Fachwerk mit erneuerten Zapfenschlössern, rückwärtig alte Fachwerkscheune ohne Veränderungen mit Satteldach, zur Rathausstraße neuerer Stalltrakt, Wand zur Rathausstraße massiv, Walmdach, bzw. Satteldächer, mit Nr. 25 zusammen letzter Rest der einst das Ortsbild beherrschenden Bauform. | 18.–19. Jh.   | 30.04.1986       | 16              |
| weitere Bilder                                    | Pfarrkirche „St. Cäcilia“                         | Niederzier Breite Straße 29 Karte             | Kath. Pfarrkirche St. Urban und Cäcilia. Turm-UG 15.–16. Jh., Langhaus 1825, Turmaufbau 1845, Langhauserweiterung 1907 durch Renard; 3-schiffige Hallenkirche mit schmalen Seitenschiffen und eingezogenem, 4-geschossigem Westturm; Querhaus und eingezogener Chor mit 3/8-Schluss, kleiner Sakristeianbau auf der Südseite, Backstein mit Werksteingliederungen; Turm mit spitzer, 8-seitiger Haube. An der Langhauswand aufgestellte Grabplatten des 18. u. 19. Jh.(1 Hochstaden). | 1852, 1845    | 30.04.1986       | 14              |
| Gedenkstein von Hochsteden (alter Friedhof)       | Gedenkstein von Hochsteden (alter Friedhof)       | Niederzier Breitestraße neben Kirche Karte    | 1793 – stirbt Ferdinand Graf von Hochsteden ohne männlichen Nachkommen. Die Tochter Josifina, Gräfin von Hochsteden, ehemals Stiftsdame zu St. Maria im Kapitol zu Köln, verwaltet das Erbe weiter bis zum Tod am 20. Januar 1848. | 1793          | 30.04.1986       | 18              |
| Haus Eilen                                        | Haus Eilen                                        | Niederzier K 22 (Hambach - Krauthausen) Karte | Haus Eilen. Gründung des späten 15. Jh. heutige Anlage von 1550, starke Beschädigung 1673, Wiederherstellung 1695; unregelmäßige viereckige Anlage des 16.–18. Jh. um einen Innenhof, ehem. von Gräben umgeben; Herrenhaus 2-flügelig, 2-geschossig auf hohem Kellergeschoss, ursprl. Winkelbau mit eingeschlossenem Treppenhaus; an der Außenseite 6, an der anderen 4 Achsen; Fenster im Sockel mit Rotsandsteingewänden; Fenster der Obergeschosse an der Außenseite nachträglich verändert; an der Hofseite vermauerte Kreuzstockfenster; im Winkel der beiden Flügel hinter vorgemauertem Windfang die ursprüngliche Tür in Hausteinfassung mit Oberlicht und der Jahreszahl 1550 (ehem. zu dem Treppenturm gehörig, jetzt ohne Treppenanlage); Walmdach, zugehörige Tordurchfahrt aus dem 18. Jh.; Wirtschaftsgebäude aus dem 19.u.20. Jh.; zugehöriges Erbbegräbnis mit Grabsteinen des 18.u.19. Jh. | 1550          | 30.04.1986       | 21              |
| Burg Niederzier Gemeindeverwaltung                | Burg Niederzier Gemeindeverwaltung                | Niederzier Rathausstraße (2 - 8) Karte        | Burg Niederzier (Gemeindeverwaltung). Mittelalterliche Gründung; Neubau Herrenhaus 1698 auf älteren Resten; Neubau Vorburg 16. Jh., 1724, 1765, Wiederaufbau in veränderten Formen nach schwerer Kriegszerstörung; 2-teilige Wasserburg, Vorburggräben bis auf Ostteil verfüllt; Herrenhaus rechteckiger 2-geschossiger Backsteinbau von 6:7 Achsen auf hohem Kellergeschoss, Rechteckfenster mit Sandsteinfassungen und schmalen Ziergesims; Rustikaportal mit geradem Sturz und Schweifgiebel mit Wappen, darüber Okulus; Innenaufteilung nach Kriegszerstörung völlig verändert mit kleinem Hof und Satteldächern; Vorburgsüd- und Westflügel neu; im Südflügel restauriertes Portal mit Wappengiebel; Ostflügel: Pächterhaus des 18. Jh., 2-geschossiger Backsteinbau von 5 Achsen, Stichbogenfenster mit Keilstein, Satteldach. | 1698          | 20.12.1984       | 13              |
| ehem. Pastorat                                    | ehem. Pastorat                                    | Niederzier Rathausstraße 5 Karte              | Ehem. Pastorat Niederzier. 18. Jh., mit Veränderungen im 19. Jh.; 2-geschossiges Wohnhaus zu urspr. 3 Achsen, mit 1-achsigem, schmälerem Anbau an der Südostseite; Hofseite des älteren Baublocks 3-achsig, Eingang in der Mittelachse mit Blausteintreppe und Tür aus der M. d. 19. Jh. mit Oberlicht, Werksteingewände; Fenster mit Werksteingewänden und Schlagläden; Fenster des 19. Jh. mit Ornamentierung im Oberlicht; rückwärtige Gartenseite ebf. 3-achsig, Fenster mit Werksteingewände mit Falz aus dem 18. Jh, barockes Traufgesims aus Holz; Walmdach; zugehörige Wirtschaftsgebäude des 19. Jh. um einen Innenhof; zugehörige Gartenmauer mit schmiedeeisernem Gitter des 19. Jh. | 18.–19. Jh.   | 30.04.1986       | 17              |
| Wegekreuz                                         | Wegekreuz                                         | Niederzier Ringstraße 20 Karte                | Wegekreuz, H 265 cm, B 68 cm, Material: Kreuz Gusseisen, H 165 cm, B 68 cm, Korpus Gusseisen, H 63 cm, B 40 cm Figur Gottesmutter, H 60 cm Ziegelsteinsockel mit Medaillonplatte. |               | 30.04.1986       | 19              |
| Jägerhof Oberzier                                 | Jägerhof Oberzier                                 | Oberzier Auestraße Karte                      | z. Zt. keine Beschreibung |               | 08.10.1986       | 24              |
| weitere Bilder                                    | Pfarrkirche „St. Martin“                          | Oberzier Kirchstraße 32 Karte                 | Pfarrkirche St. Martin Oberzier. Untere Teile des Turmes aus dem 16. Jh.; Ausbau von 1754, Langhaus 1871 nach Plänen von Vincenz Statz aus Köln; vorgesetzter Westturm aus Backstein auf quadratischem Grundriss, Mittelgeschoss mit rundbogigen Doppelblenden nach Westen und Süden, Glockengeschoss mit rundbogigen Schallfenstern, 8-seitiger geschieferter Helm, im EG Portal in barocken Formen aus Trachyt, 20. Jh.; Langhaus aus Backstein, Saalbau in neugotischen Formen mit Strebepfeilern (vermutlich ehem. 3-schiffige Halle); Chor mit 3/8-Schluss; im Innern völlig neu ausgebaut zu einfachem Saal mit Flachdecke. Auf dem zugehörigen Friedhof ein Blausteinkreuz des 18. Jh. | 1754, 1871    | 30.04.1986       | 22              |
| Haus Horn                                         | Haus Horn                                         | Oberzier Siefstraße 25 Karte                  | Haus Horn, 18. Jh.; kleine Hofanlage mit traufenständigem Wohnhaus, 2-geschossig, verputztes Fachwerk, Stockgesims; rechts anschließende Tordurchfahrt, Eingang an der Hofseite, hier Sichtfachwerk; Fenster im OG vergrößert, im Inneren im Flur Kölner Decke; Satteldach; letzter Rest der für Oberzier einst charakteristischen kleinbäuerlichen Fachwerkhöfe; Wohnhaus in recht gutem Originalzustand. Scheune fehlt. | 18. Jh.       | 20.12.1984       | 23              |
| Bildstock                                         | Bildstock                                         | Selhausen Aachener Straße Karte               | Bildstock, 1927, inschriftlich datiert; Bildstock in leicht expressionistischen Formen. Inschrift: „Anno 1927 den 8. August verunglückte an dieser Stelle mein einziger Sohn Heinz Bruckmann, aus..“ das Weitere unleserlich; Basaltpfeiler auf Betonsockel, über Gesims kleines Heiligenhäuschen mit rundbogiger Nische, davor originales gusseisernes Gitter, geschweifter dachförmiger Abschluss, bekrönt von gusseisernem Kreuz; In dieser Stilistik ungewöhnlich selten. | 1927          | 30.04.1986       | 25              |
|                                                   | Mühlenteiche                                      | Selhausen                                     | |               | 29.03.2012       | 26              |